# Zespół opóźnionej fazy snu
Zespół opóźnionej fazy snu, DSPS (od ang. delayed sleep-phase syndrome), DSPD (od ang. delayed sleep-phase disorder), DSWPD (od ang. delayed sleep-wake phase disorder) – zaburzenie snu polegające na zbyt późnym zasypianiu.

## Obraz kliniczny
Zespół opóźnionej fazy snu polega na opóźnieniu głównego epizodu snu dobowego, tak że odbiega on od wymogów społecznych. Opóźnienie to trwa od 3 do 6 godzin. Tak więc człowiek objęty zaburzeniem zasypia pomiędzy godziną 2 a 6 nad ranem, śpiąc następnie aż do południa. Zachowując takie właśnie godziny spoczynku, pacjent czuje się dobrze. Jeśli próbuje jednak dostosować się do spełniających normę społeczną godzin snu, objawia się to sennością i niedoborem snu, co utrudnia mu zwyczajne funkcjonowanie. Funkcjonuje sprawnie późnym wieczorem i w nocy. Zarówno struktura snu, jak i jego długość nie przedstawiają żadnych odchyleń. Po prostu pacjent śpi w innych godzinach niż większa część społeczeństwa, w którym żyje.
Zaburzenie pojawia się już w dzieciństwie lub w okresie dojrzewania. Za adolescencji nasila się. Pierwsze objawy pojawiają się, kiedy pacjent zaczyna uczęszczać do szkoły, później do pracy, a więc wtedy, gdy zmuszony jest wstawać rano. DSPS charakteryzuje się wieloletnim przebiegiem. Z wiekiem objawy łagodzą się, gdyż w naturalny sposób faza snu przesuwa się wcześniej.

## Etiologia
Zespół ten wynikać może z długiego rytmu dobowego pacjenta lub ze zbyt małej wrażliwości jego wewnętrznego oscylatora na czynniki zewnętrzne.

## Diagnostyka
Zespół opóźnionej fazy snu diagnozuje się na podstawie wywiadu. Wykorzystuje się dzienniczek snu, a także aktygrafię przez tydzień.
Od DSPS należy odróżniać nawykową opóźnioną fazę snu, wynikającą z przyzwyczajeń pacjenta, który zwykle późno kładzie się spać.

## Klasyfikacja
Zespół opóźnionej fazy snu zalicza się do zaburzeń rytmu dobowego. Tak też klasyfikuje je DSM-IV TR. Zaburzenia rytmu dobowego należą natomiast do dyssomnii.
Nieorganiczne zaburzenia rytmu snu i czuwania kodowane są w ICD-10 jako F51.2, należą więc do nieorganicznych zaburzeń snu (F51). Natomiast organiczne zaburzenia rytmu snu i czuwania kodowane są jako G47.2.
Z kolei ICSD-2 wyróżnia w swym rozdziale IV zaburzenia rytmu dobowego.

## Epidemiologia
Nie wiadomo, jak często zespół opóźnionej fazy snu występuje w populacji ogólnej, choć jest to najczęstsze z zaburzeń rytmu dobowego. Istnieją tylko dane mówiące o jego częstości wśród osób szukających pomocy w poradniach zaburzeń snu z powodu bezsenności – od 7% do 10% takich pacjentów podaje zespół opóźnionej fazy snu.
Chociaż pojawia się już u dzieci, szczególnie często spotyka się ten zespół u osób młodych, przed 30. rokiem życia.

## Terapia
W zespole opóźnionej fazy snu dobrym rozwiązaniem okazać się może dostosowanie godzin pracy. Cierpiący nań pacjent powinien pracować wieczorami.
Terapia omawianego zespołu polega na stopniowym przesuwaniu czasu snu w kierunku pożądanych godzin spoczynku nocnego. Najpierw pacjent musi zacząć przestrzegać rytmu dobowego. Nie wolno mu wieczorem przebywać przed komputerem ani też oglądać telewizji. Postępowanie takie pozwala wyeliminować zmiany nawykowe, które po 6–8 tygodniach zanikną, nie musi natomiast pomóc w zespole opóźnionej fazy snu. Utrzymywanie się objawów potwierdza diagnozę DSPS. Ponadto zastosowanie ma fototerapia, stosowana rano. Farmakoterapia obejmuje podaż melatoniny czy też innych leków melatoninergicznych. Przeciwwskazane jest natomiast użycie leków nasennych lub stymulujących.